# بني ناجى (نهم)

تعديل مصدري - تعديل

بني ناجى هي إحدى قرى عزلة الحنشات بمديرية نهم التابعة لمحافظة صنعاء، بلغ تعداد سكانها 512 نسمة حسب تعداد اليمن لعام 2004.